# Barbara Pałys
Barbara Jadwiga Pałys (ur. 11 września 1964) – polska chemiczka, profesor doktor habilitowana nauk chemicznych.

## Życiorys
Studia na kierunku chemia ukończyła w 1988 roku na Uniwersytecie Warszawskim. Następnie swoje badania do pracy doktorskiej prowadziła na Uniwersytecie Twente, gdzie 4 lutego 1993 uzyskała stopień doktora nauk chemicznych za pracę: Support-induced changes in the electrocatalytic properties of phthalocyanine films: A spectroelectrochemical approach. W latach 1993–1994 odbyła staż na Uniwersytecie Technicznym w Eindhoven. W 1995 roku podjęła pracę na Wydziale Chemii Uniwersytetu Warszawskiego, gdzie pracuje po dziś dzień. Ponownie odbyła staż zagraniczny w latach 1999–2000 na Wolnym Uniwersytecie Brukselskim. Habilitowała się w 2008 roku, a w 2021 uzyskała tytuł profesora.
Jej mężem jest Marcin Pałys, rektor Uniwersytetu Warszawskiego w latach 2012–2020.
Jako wykładowca Wydziału Chemii Uniwersytetu Warszawskiego jest aktywna w środowisku akademickim. Zasiada m.in. w:
- Radzie Wydziału Chemii Uniwersytetu Warszawskiego[5],
- Radzie Dydaktycznej Wydziału Chemii Uniwersytetu Warszawskiego[6],
- Radzie Naukowej Dyscypliny Nauki Chemiczne[7].

W latach 2009–2013 była kierownikiem Zakładu Chemii Fizycznej na Wydziale Chemii Uniwersytetu Warszawskiego.

## Tematyka badawcza
Jest kierowniczką grupy badawczej Materiały dla Biosensorów, działającej w Centrum Nauk Biologiczno-Chemicznych Uniwersytetu Warszawskiego. Tematyka grupy obejmuje otrzymywanie i badanie właściwości fizykochemicznych powierzchni, materiałów lub nanostruktur, które wykazują właściwości elektrokatalityczne lub mogą stanowić matryce do osadzania enzymów i innych substancji wykorzystywanych w biosensorach. Szczególną uwagę poświęca kompozytom tlenku grafenu i polimerom przewodzącym oraz technikom pomiarowym takim jak spektroskopia w podczerwieni, spektroskopia Ramana, SERS, SEIRA.
Jest autorką ponad 70 artykułów naukowych, promotorką 5 rozpraw doktorskich oraz wielu prac magisterskich i licencjackich.

## Nagrody i wyróżnienia[11]
- Nagroda im. W. Kemuli (2005),
- Nagroda Dydaktyczna II stopnia Wydziału Chemii Uniwersytetu Warszawskiego (2004, 2014, 2016),
- Srebrny Medal za Długoletnią Służbę (2015).

## Wybrane publikacje
- Network films composed of conducting polymer-linked and polyoxometalate-stabilized platinum nanoparticles[12].
- Polyaniline nanotubules—anion effect on conformation and oxidation state of polyaniline studied by Raman spectroscopy[13].
- Graphene and graphene oxide applications for SERS sensing and imaging[14].
- Electrochemically reduced graphene oxide on gold nanoparticles modified with a polyoxomolybdate film. Highly sensitive non-enzymatic electrochemical detection of H2O2[15].